# 張烜 (嘉靖進士)
張烜（1492年—？），字仲熙，號吉山，廣西慶遠衛軍籍河池州人，明朝政治人物。

## 生平
正德十四年（1519年）廣西鄉試第二十一名舉人。曾任直隶華亭縣學教谕。嘉靖八年（1529年）中式己丑科會試第七十名，登第三甲第一百九十名進士。初授福建侯官县知县，丁外艰。起補浙江歸安縣，再丁内艰，起升吏部考功司主事，历官吏部验封司署郎中，二十三年九月升广东布政使司右参政，升浙江左布政使，二十九年四月升都察院右副都御史、总理粮储兼巡抚应天，三十年四月改任巡抚南赣汀漳军务，三十二年七月福建道监察御史陶钦皋论劾其不职宜罢，诏回籍候勘。
嘉靖三十四年（1555年）七月起復河南巡抚，三十五年三月被掌吏部事大学士李本論奏去职。

## 家族
曾祖張琳；祖父張慶；父張崇。母顏氏。具庆下。兄张荣、张燦。弟张燧。